# Topzeil

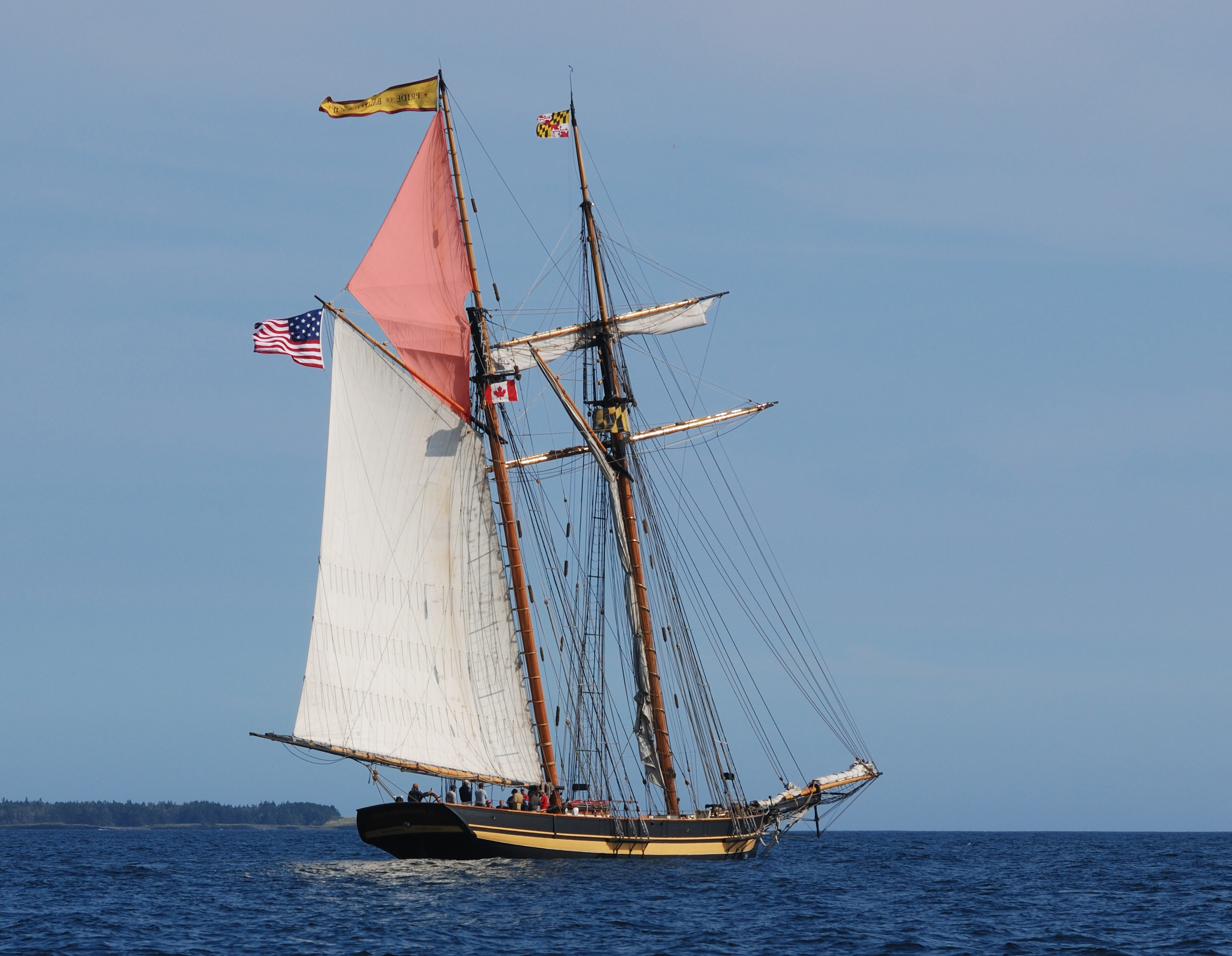
Rood topzeil van de Pride of Baltimore

Het topzeil is een driehoekig zeil waarvan de tophoek hoog in de masttop bevestigd is, boven het grootzeil. Een topzeil kan alleen gebruikt worden op een schip met gaffel, het zeil wordt dan bevestigd tussen de mast en gaffel.
Op een schip dat gemakkelijk kapseist is het niet gebruikelijk een topzeil te voeren, omdat met op het water met een geringe verhoging van de windsterkte al in de problemen kan komen.